# Katharina Prelicz-Huber
Katharina Prelicz-Huber (Berna, 12 ottobre 1959) è un'insegnante e politica svizzera dei Verdi. Dal 2019 è membro del Consiglio nazionale per il Canton Zurigo, carica che aveva già ricoperto dal 2008 al 2011.

## Biografia

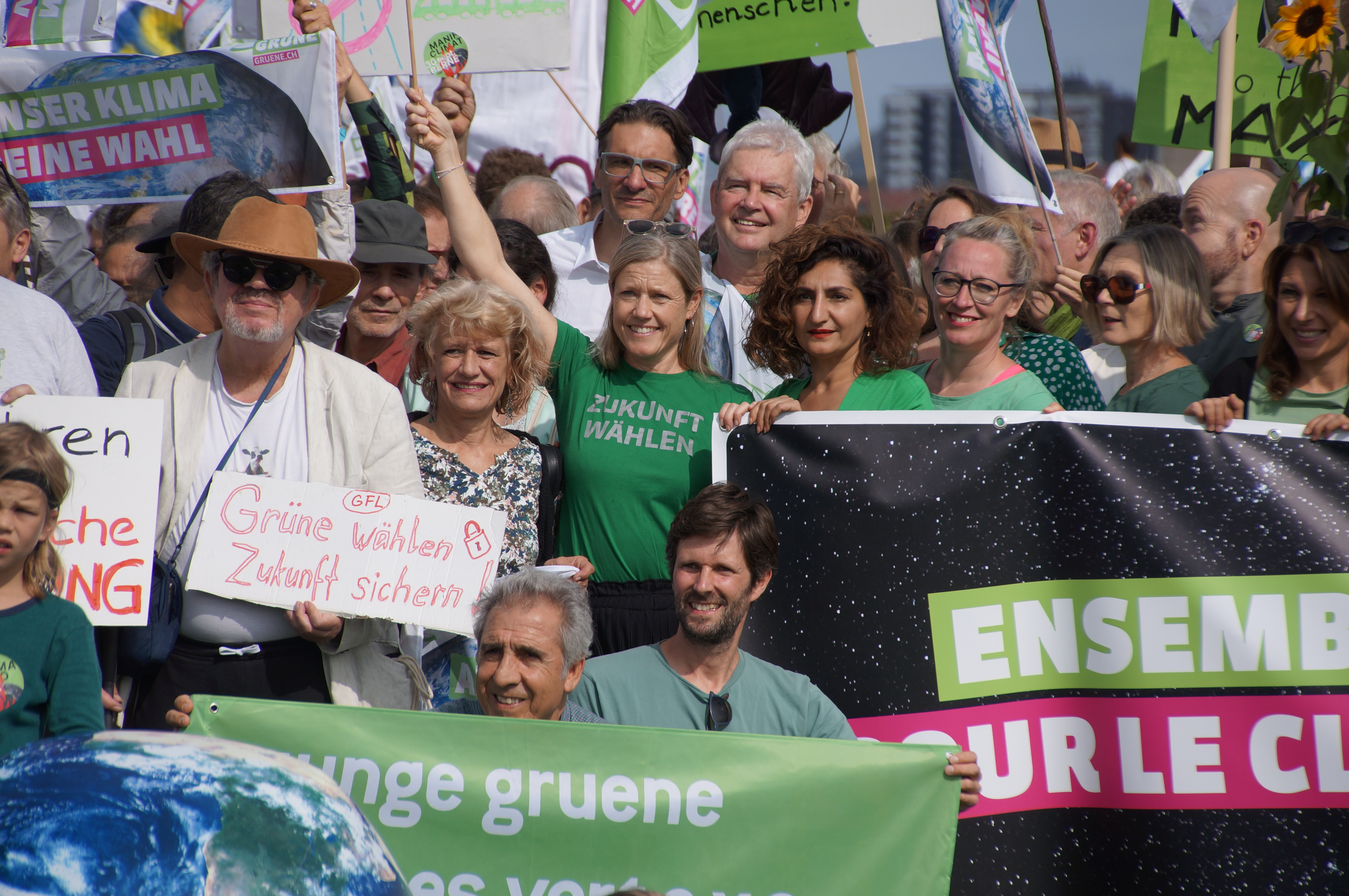
Katharina Prelicz-Huber assieme a colleghi e colleghe di partito alla Manifestazione nazionale per il clima a Berna del 30 settembre 2023

Katharina Prelicz-Huber iniziò la sua attività politica come consigliera comunale della città di Zurigo, carica che mantenne da aprile 1990 a giugno 2003. Fu membro del Gran Consiglio del Canton Zurigo da settembre 2002 a luglio 2008.
Si presentò alle elezioni federali del 2007 per il Canton Zurigo, ma con 40 437 preferenze risultò la prima dei non eletti della sua lista. Tuttavia, a settembre 2008 entrò in Consiglio nazionale in sostituzione della collega di partito dimissionaria Ruth Genner. Non fu eletta alle elezioni federali del 2011 e del 2015, risultando rispettivamente la seconda (48 240 voti) e la prima (38 748 voti) dei non eletti della sua lista.
Da maggio 2014 alla primavera del 2019 fece di nuovo parte del consiglio comunale di Zurigo. Venne di nuovo eletta Consigliera nazionale alle elezioni federali del 2019 per il Canton Zurigo con 70 499 voti, ventiquattresima tra i candidati eletti più votati del cantone. Fu rieletta alle elezioni federali del 2023 con 54 063 preferenze, risultando la trentaduesima candidata più votata.